# كلوديا فاغاردو
كلوديا فاغاردو (بالإسبانية: Claudia Fajardo)‏ هي لاعبة رماية هندوراسية، ولدت في 26 سبتمبر 1985.

## وصلات خارجية
- كلوديا فاغاردو على موقع أوليمبيديا (الإنجليزية)